# Vitessa
Vitessa är ett släkte av fjärilar. Vitessa ingår i familjen mott.

## Bildgalleri

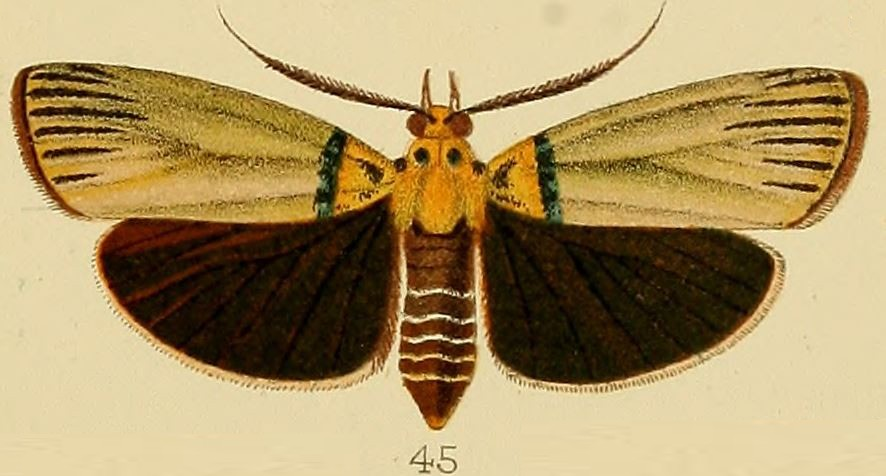
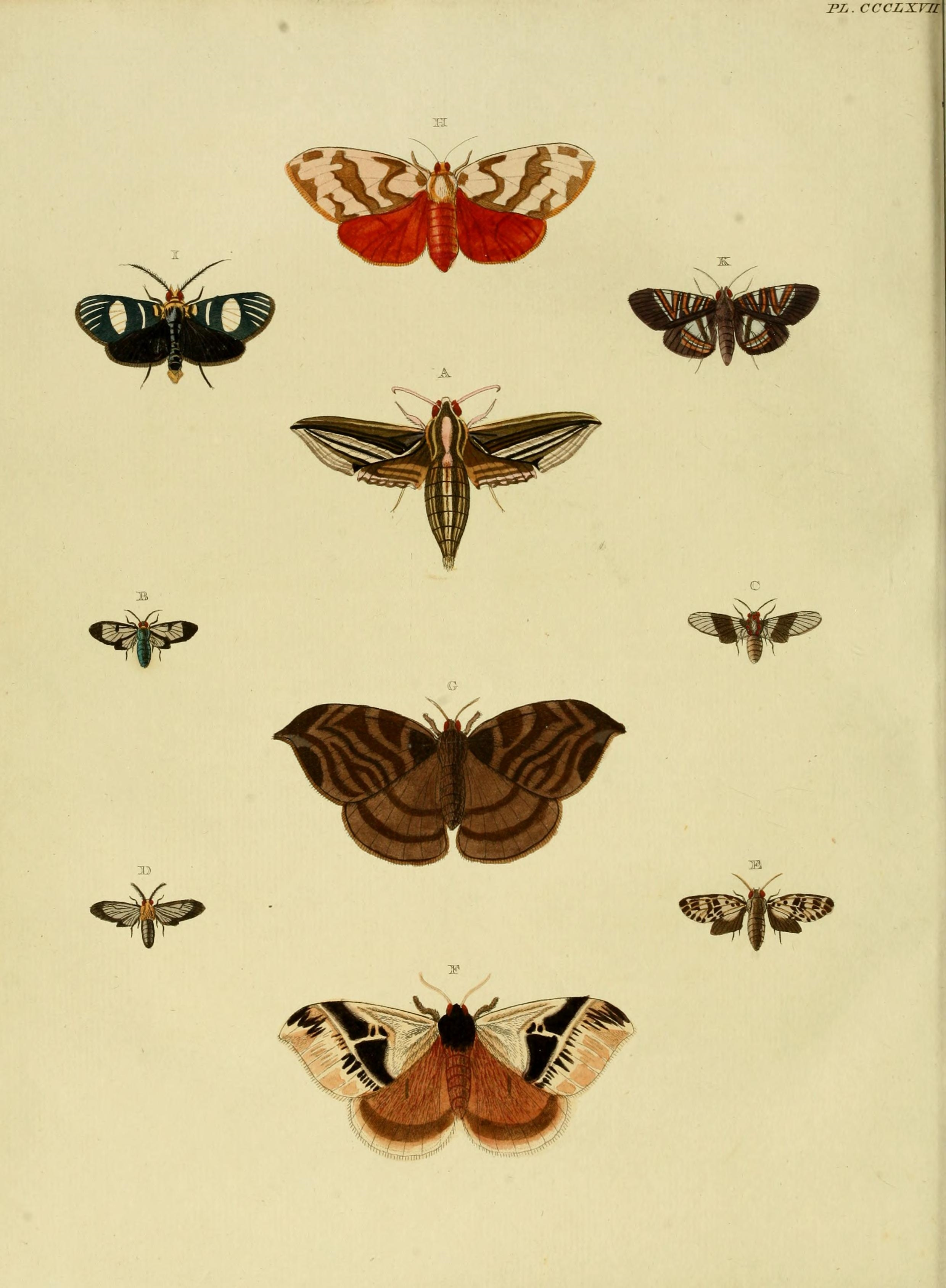

## Dottertaxa tillVitessa, i alfabetisk ordning[1]
- Vitessa admiralitatis
- Vitessa barretti
- Vitessa brandti
- Vitessa ceramensis
- Vitessa cheesmanae
- Vitessa coronis
- Vitessa cristobalensis
- Vitessa cyanea
- Vitessa expansa
- Vitessa formosa
- Vitessa gemina
- Vitessa glaucoptera
- Vitessa griseata
- Vitessa gritschroeerae
- Vitessa hemiallactis
- Vitessa hieratica
- Vitessa hollandi
- Vitessa intermedia
- Vitessa kolakalis
- Vitessa latialbata
- Vitessa lustrans
- Vitessa moluccana
- Vitessa muluana
- Vitessa nephritica
- Vitessa nicobarica
- Vitessa nobilis
- Vitessa novaebritanniae
- Vitessa philippina
- Vitessa plumosa
- Vitessa pyraliata
- Vitessa rama
- Vitessa salayerensis
- Vitessa sarumensis
- Vitessa solomonis
- Vitessa splendida
- Vitessa stettina
- Vitessa sulaensis
- Vitessa suradeva
- Vitessa talboti
- Vitessa tamsi
- Vitessa teleroma
- Vitessa temerata
- Vitessa ternatica
- Vitessa triangulifera
- Vitessa wallacealis
- Vitessa vitialis
- Vitessa zemire